# Dieu et mon droit (film)
Pour l’article homonyme, voir Dieu et mon droit.
Dieu et mon droit (The Ruling Class) est un film britannique réalisé par Peter Medak, sorti en 1972.

## Synopsis
Quand un membre de la Chambre des Lords décède, son fils ainé en devient l'héritier mais hélas ce dernier se prend pour Jésus-Christ. Leurs autres membres de sa famille complotent alors pour lui voler le domaine, où meurtre et chaos vont s'enchainer frénétiquement...

## Fiche technique
- Titre : Dieu et mon droit
- Titre original : The Ruling Class
- Réalisation : Peter Medak
- Scénario : Peter Barnes (en) d'après sa pièce
- Production : Jules Buck, Jack Hawkins
- Musique : John Cameron
- Photographie : Ken Hodges
- Montage : Ray Lovejoy
- Pays d'origine : Royaume-Uni
- Format : Couleurs
- Genre : Comédie noire, musical
- Durée : 154 minutes
- Date de sortie : 1972

## Distribution
- Peter O'Toole : Jack Arnold Alexander Tancred Gurney - 14e Comte de Gurney
- Alastair Sim : Évêque Bertie Lampton
- Arthur Lowe : Daniel Tucker
- Harry Andrews : Ralph Gurney - 13e comte de Gurney
- Coral Browne : Lady Claire Gurney
- Michael Bryant : Dr Herder
- Nigel Green : McKyle
- Kay Walsh : Mme Piggot-Jones
- Ronald Adam : Lord